# Cylindropuntia abyssi
Cylindropuntia abyssi là một loài thực vật có hoa trong họ Cactaceae. Loài này được (Hester) Backeb. mô tả khoa học đầu tiên năm 1958.